# Ernst Wilhelm Hengstenberg
Ernst Wilhelm Hengstenberg (født 20. oktober 1802, død 28. maj 1869 i Berlin) var en tysk luthersk teolog. 
1819—23 helligede han sig i Bonn til filologiske og filosofiske studier, levede så et år som huslærer i Basel og kæmpede sig i denne tid løs fra rationalismen og frem til en fast overbevisning om den væsentlige sandhed af de lutherske fædres tro. 
Fra nu af var Hengstenberg klar over sin livsopgave, og han blev, skønt født i et reformert hjem, den betydeligste forkæmper for fornyelsen af den lutherske ortodoksi. Han begyndte sin kamp, da han 1826 kom til Berlin som professor i teologi og 1827 blev redaktør for "Evangelische Kirchenzeitung". 
Såvel gennem sin universitetsvirksomhed som særlig gennem dette blad førte Hengstenberg en utrættelig og såre betydningsfuld kamp mod rationalismen i alle dens skikkelser og for kirkens gamle bekendelse. I denne kamp satte Hengstenberg alle hensyn til side og angreb skånselløst talsmændene for de retninger, hvis kristelige ret han bestred. 
Derfor er Hengstenberg også bleven hadet og afskyet som få. Men han kæmpede for en fast og ærlig overbevisning, og sejren over den gamle rationalisme skyldtes for en stor del ham og var et stort kirkeligt dremskridt. 
Af hans skrifter, der videnskabelig bekæmpede rationalismen på det Gamle Testamentes område, må nævnes: Christologie des alten Testaments (2. oplag, 1854—57), Kommentar über die Psalmen (2. oplag, 1849—52), Geschichte des Reiches Gottes unter dem alten Bunde (1869—71).